# Ruvuma
Pour l’article homonyme, voir Ruvuma (région).
Le Ruvuma, appelé Rovuma au Mozambique, est un fleuve situé dans l'est de l'Afrique, et qui forme durant la majeure partie de son parcours la frontière entre le Mozambique et la Tanzanie.

## Géographie
Le Ruvuma prend sa source à un peu plus de 900 m d'altitude, à 50 km au sud-ouest de la ville tanzanienne de Songea et à l'est du lac Nyasa ou lac Malawi. Il descend vers le sud pendant environ 70 km. Ensuite il récupère le Messinge sur sa rive droite, et bifurque vers l'est. À partir de là et jusqu'à son embouchure, il sert de frontière entre le Mozambique et la Tanzanie.
Près de Negomano, au Mozambique, il récupère le Lugenda son principal affluent. En amont de la confluence, le Ruvuma et le Lugenda ont des débits similaires.

## Affluents
- le Messinge (rd[note 1])
- le Lugenda (rd)

## Aménagements et écologie

### Pont sur le Ruvuma entre Mozambique et Tanzanie
Un pont au-dessus du Ruvuma qui relierait le Mozambique à la Tanzanie a été proposé dès 1975, juste après l'indépendance du Mozambique. Un grand nombre de travaux ont été proposés au début des années 1980, mais le « Unity Bridge » ne fut jamais terminé en raison d'un manque de fonds. En 2002, les deux gouvernements ont finalement passé un accord autorisant la construction d'un nouveau pont, long de 600 mètres, au-dessus du fleuve. La construction sera terminée en 2008 et coûtera 28 millions de dollars américains. Cependant, il est actuellement possible de traverser le fleuve à l'aide d'un système de passeurs situé côté tanzanien, et à l'aide d'un bon 4×4, pendant les périodes de faible niveau de l'eau.

## Sources
- Article tiré de l'article du Wikipédia anglais, lui-même tiré de l'Encyclopædia Britannica Eleventh Edition (domaine public).